# Гафаров, Булат Рафаэлевич
Булат Рафаэлевич Гафаров (род. 1 февраля 1982, Москва) — российский композитор, виртуозный музыкант-мультиинструменталист и певец, лидер этно-электронной группы Токэ-Ча.
Известен как композитор, совмещающий в своих произведениях различные стили музыки. Профессионально играет более чем на 500 музыкальных инструментах разных стран мира, которые находятся в его личной коллекции. На концертах может одновременно использовать до 5 из них, за что его часто называют «человек-оркестр». Владеет несколькими видами пения: горловым, арабским, индийским, русским, а также битбоксом. Этнограф и культуролог, создатель интернет-энциклопедии музыкальных инструментов. Член международной музыкальной организации при ЮНЕСКО.

## Музыкальные проекты
- «Токэ-Ча» — Современная этническая музыка мира
- «B and S» — Хип-хоп, битбокс
- «Бюль-бюль» — Экспериментальный фолк, русское народное и горловое пение
- «Азимут» — Этно-джаз, фолк-рок, этно-фьюжн
- «Bulat project» — Живая электронная музыка

## Дискография
Альбомы:
- «Музыка растительного происхождения» (2002)
- «Live 2005»
- «On line» (2006)
- «Azimut/Zerkalo» (2008)
- «Eclecticus» (2011)
- «Harmony» (Музыка для балета «Алем», 2014)
- «Treks of the Little Prince» (Музыка для балета «Маленький Принц», 2015)
- «8 Countries» (Live, 2017)
- «156» (2017)
- Синглы: «NB» (2013), «Anya» (2015), «Deeply» (2015), «Birds» (2015), «Day-Night» (2017), «All the World’s a Stage» (2020), «RUSS» (2021), «New Year» (2021)

Музыка в фильмах:
- «Чертово Колесо» режиссёр Вера Глаголева
- «The Entrepreneur» for Bricklin Documentary llc. (USA)
- «Рыбак» — мини фильм Ольги Столповской
- Интервью Дэвида Линча на «Culture Catch» (USA)
- «Дом Солнца» Гарика Сукачева
- «На низкой частоте», фильм Артема Кочукова
- CG — «Pulpoman» — For ScenicShot (Россия, 2011)
- «Эпоха Белого Ягуара» — реклама автомобиля Jaguar
- Treeproduction at the Eco-Club GSE (Ecuador, 2016)
- "Хлеб" - документальный сериал (2024) [1]

Писал музыку и озвучивал спектакли:
- «Осада» режиссёр Евгений Гришковец. Театр СТД
- Спектакль «Угайм Сулдэ» («Дух предков») — Театр «Байкал» (Бурятия, Улан-Удэ) — Режиссёры Дандар Бадлуев и Герман Пикус
- «Сон в летнюю ночь» (этническая часть), режиссёр Наталья Анастасьева. Маленький Мировой Театр
- «Отель двух миров[фр.]» по Эрику Эммануэлю Шмидту, режиссёры Патрик Роллен и Игорь Григурко. Гитис(Рати)
- Перформанс «Рыба Солнце». Экспериментальный театр «Пагендарм»
- Мистерия «Путешествие в город мертвых» по Амосу Тутуоле, режиссёр Герман Пикус
- Живое мультимедийное шоу «Сотворение вселенной»  в Московском Экспериментальном Театре
- Балет «Сансара». РАМТ, театр «Балет Москва», Николай Басин. 2009
- Музыка для компьютерной игры «Shelter Online» (компания «Цифровые Миры»)
- Балет «Маленький Принц» по Антуану де Сент-Экзюпери, ЦИМ, 2014[2]
- Балет «Alem», Астана балет (Казахстан). Балет показывали на сценах Мариинского Театра[3], Московского Академического Музыкального Театра, Линкольн-центр (США), Halle E (Австрия), KBS Hall (Корея), Дворец Мира и Согласия (Казахстан), 2014—2015[4]
- Балет «Птицы», по Алишеру Навои, совместно с артистами Большого театра
- Балет «Русские Узоры», Музыкальный шоу театр «Премьера» (Краснодар), режиссёр Иван Фадеев, 2017

Принимал участие в записи альбомов многих музыкантов мира.

## Сотрудничество
С Верой Глаголевой (фильм «Чертово Колесо»), Дмитрием Маликовым (шоу «Pianomania»), Андреем Макаревичем (на фестивале «Сотворение мира»), с группой «Чайф» (на Кинотавре 2009), Евгением Гришковцом (спектакль «Осада»), Гариком Сукачевым (в фильме «Дом Солнца»), Марком Ильичом Пекарским, Ногоном Шумаровым (заслуженный артист России и Алтая), Группой Волга и Алексеем Борисовым, группой «Намгар» (Бурятия. альбом «Nomad»), театром «Байкал», группой «Hi-Fi» (писал музыку и снялся в клипе), Дэвидом Линчем (на канале «Culture Catch»), Натальей Анастасьевой («Маленький мировой театр»), Сергеем Филатовым (фестиваль «Этносфера»), Сергеем Старостиным, Сергеем Клевенским, группа Green Point, ансамбль «Чукотка», Юрий Балашев, Ян Бедерман, Роман Рупышев, Бриньяр Рассмуссен (Норвегия), Игорь Григорьев, Группа «Couple» (Дмитрий Васильев, Катя Чернявская), Адам Мата (США), Андрей Монгуш (Тыва), Андрес Шерер (Германия), Бори Магийяр (Венгрия), Бренна Маккриммон (Канада/Турция), Владимир Крыжановский (Россия), Гая Арутюнян, Джоуи Блэйк (США), Кристиан Карам (Ливан/США), Марина Собянина, Марта Руис Вильямиль (Куба), Нино Катамадзе (Грузия), Пелагея, Тина Кузнецова, Эдсон Кордэйро (Бразилия/Германия), Сати Казанова, с оркестром Москвы и многими другими.
В 2009 году сотрудничество с Shpongle на балете «Сансара».
В январе 2010 года принял участие в российской постановке вокальной оперы-импровизации Бобби Макферрина «Боббл».
В 2014 году сотрудничество с Армандом Амаром на балете «Алем» при поддержке Нурсултана Назарбаева
В 2014 году выступал с концертами на XXII Олимпийских зимних играх в Сочи.